# ليونيدس أوستروفسكس
ليونيدس أوستروفسكس (مواليد 17 يناير 1936) هو لاعب كرة قدم. لعب مع منتخب الاتحاد السوفيتي لكرة القدم. سبق له أن لعب في كأس العالم لكرة القدم مع منتخب بلاده.

## روابط خارجية
- ليونيدس أوستروفسكس على موقع الاتحاد الدولي (مؤرشف)  (الإنجليزية)
- ليونيدس أوستروفسكس على موقع قاعدة بيانات كرة القدم.إي يو (الإنجليزية)
- ليونيدس أوستروفسكس على موقع ناشيونال فوتبول تيمز (الإنجليزية)